# Operació Exercici Rin
L'Operació Exercici Rin (Rheinübung) va ser la sortida a l'Atlàntic del nou cuirassat alemany Bismarck i el creuer pesant Prinz Eugen entre el 18 i el 27 de maig de 1941 durant la Segona Guerra Mundial. L'operació culminà amb l'enfonsament del Bismarck

## Rerefons
A totes dues guerres mundials, les illes britàniques depenien de què un gran nombre de mercants portessin menjar i materials rars essencials, i protegir-los va ser una de les màximes prioritats de les forces armades britàniques. En totes dues guerres, Alemanya intentà desbaratar-ho, doncs si era capaç de privar al Regne Unit dels seus subministraments, podria derrotar-la, independentment de qualsevol altre factor.
L'Operació Rheinubung va ser el darrer atac portat a terme per la flota de superfície de la Kriegsmarine. Va ser precedit per l'Operació Berlín, una expedició de molt èxit portada a terme pels creuers Scharnhorst i Gneisenau, que finalitzà al març de 1941.
Pel maig de 1941, els grans vaixells de guerra de la Kriegsmarine Scharnhorst, Gneisenau i Admiral Hipper i estaven ancorats a Brest, a la costa occidental de França, amenaçant seriosament els combois aliats de l'Atlàntic. A més, dos nous vaixells esdevingueren disponibles: el cuirassat Bismarck i el creuer pesant Prinz Eugen, ambdós ancorats inicialment al Bàltic.
L'objectiu de l'operació pel Bismarck i el Prinz Eugen penetressin a l'Atlàntic i ataquessin la navegació aliada. Les ordres que Raeder havia donat a Lütjens especificaven que "l'objectiu del Bismarck no és derrotar enemics de la mateixa força, sinó que els ha d'evitar, preservant la seva capacitat combativa mentre que sigui possible, i així permetre al Prinz Eugen atacar els mercants dels combois", i que "l'objectiu primari d'aquesta operació són els mercants enemics; els vaixells de guerra enemics només han de ser atacats quan l'objectiu ho faci necessari i es pugui fer sense un risc excessiu".
Per donar suport i facilitar les operacions de provisió de combustible i rearmament, el Comandament Naval Alemany (OKM) va situar tot de petrolers i vaixells de subministraments a la zona operativa de Rheinubung: 7 petrolers i 2 vaixells de subministraments van ser enviats a punts tan llunyans com Labrador a l'oest i l'arxipèlag de Cap Verd al sud.
Lütjens havia demanat al Großadmiral Raeder retardar l'inici de Rheinübung fins que el Scharnhorst es trobés al mar amb el Bismarck i el Prinz Eugen, o fins que el Tirpitz, germà del Bismarck, els pogués acompanyar. Raeder ho descartà. La tripulació del recentment completat Tirpitz encara no havia finalitzat el seu entrenament, i Raeder cità la propera invasió de Creta com un motiu per atacar les línies aliades de subministrament i fer-los retirar forces de la Mediterrània.
Per fer front a l'amenaça de la flota de superfície alemanya, els britànics havien estacionat a Scapa Flow els nous cuirassats King George V (de vegades citat KGV) i HMS Prince of Wales (PoW), així com el vell cuirassat HMS Hood. A més, entre les diverses bases a l'Atlàntic com a alta mar hi havia els cuirassats Revenge, Rodney i Ramillies, els creuers de batalla Repulse i Renown i els portaavions HMS Ark Royal i Victorious, a més de tots els creuers i patrulles aèries que aportaven els ulls de la flota. Al mar, o a poc de salpar, hi havia 11 combois, incloent-ne un de tropes.
L'OKM no va prendre en consideració la determinació de la Royal Navy en destruir la flota de superfície alemanya. Per assegurar-se de què el Bismarck fos enfonsat, els britànics desprotegirien altres escenaris bèl·lics. Això fins i tot comportaria retirar les valuoses escortes dels seus combois. Finalment, els britànics arribarien a usar fins a 6 cuirassats, 3 creuers de batalla, dos portaavions, 16 creuers, 33 destructors i 8 submarins, a més de les patrulles aèries. Era la major força naval assignada a una mateixa operació en aquell moment de la guerra.

## ElBismarcksalpa

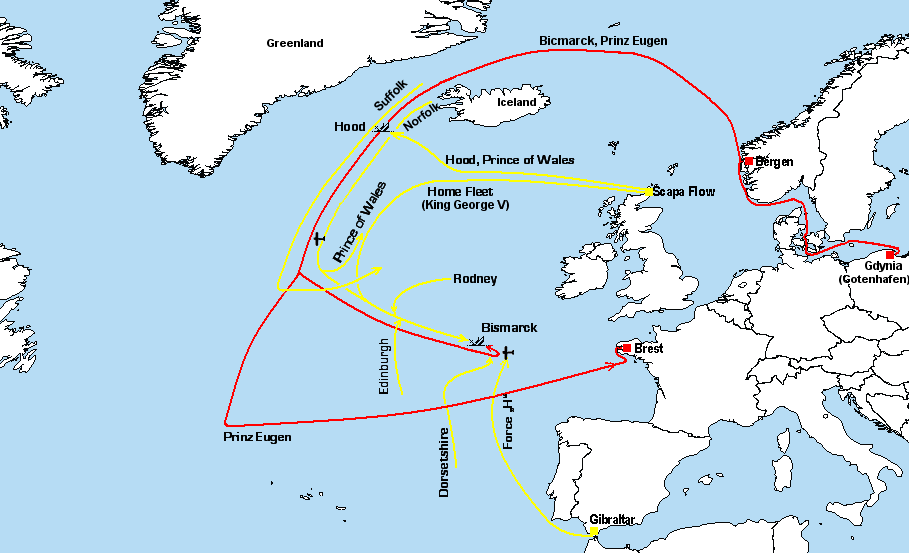
Mapa d'operacions de l'Operació, i les operacions de la Royal Navy contra el Bismarck.

El 21 de maig, l'Almirallat va ser advertit des de fonts del govern suec que dos grans naus de guerra havien estat descobertes al Kattegat. Les naus penetraren al mar del Nord, refugiant-se un breu temps a un fiord prop de Bergen. En aquells moments, el Hood i el Prince of Wales, amb els seus destructors d'escorta, es dirigien cap a l'estret de Dinamarca, a on els creuers Norfolk i Suffolk ja estaven patrullant. Els creuers Manchester i Birmingham estaven patrullant la zona situada al sud-est d'Islàndia.
Un cop es descobrí que els bucs alemanys havien marxat, l'Almirall de la Flota Sir John Tovey, Comandant en Cap de la Home Fleet, salpà amb el King George V, el Victorious i les seves escortes per unir-se als que ja estaven a alta mar. El Repulse s'uní poc després.
Al vespre del 23 de maig, el Suffolk veié al Bismarck i al Prinz Eugen a l'estret de Dinamarca, prop a la costa de Groenlàndia, avisant a l'Almirallat. El Norfolk i el Suffolk, molt inferiors, aconseguiren evitar als alemanys; i els grups britànics eren enviats tant a interceptar la flota de Lutjens o a protegir els combois de tropes.

## La Batalla de l'Estret de Dinamarca
El Hood i el Prince of Wales van establir contacte amb els alemanys a primera hora del matí del 24 de maig, iniciant-se l'acció a les 5:52am, amb els combatents separats per uns 25 km. El Hood rebé ràpidament un impacte directe, que inicià un intercanvi de foc.
Cap a les 6 del matí, un o diversos magatzems d'armament del Hood van explotar, probablement com a resultat d'un altre impacte provinent del Bismarck. L'explosió destruí el cuirassat, enfonsant-se en pocs minuts. Tota la tripulació, formada per 1.417 homes, va morir, deixant només 3 supervivents.
El Prince of Wales continuà l'acció, però rebé diversos impactes de projectils de 8 i 15 polzades, a més de patir diverses fallades mecàniques amb el seu armament principal. El seu oficial de comandament, el capità Leach, ferit de resultes de què un projectil havia impactat al pont, abandonà l'acció, i el cuirassat britànic es retirà rere d'una pantalla de fum.
El Bismarck havia rebut 2 o 3 impactes, tots provinents dels canons de 14 polzades del Prince of Wales. Un dels impactes havia penetrat a la coberta posterior, perforant els tancs de combustible i fent que perdés oli contínuament. Això seria un greu problema, perquè obligava Bismarck a dirigir-se cap a Brest en lloc d'endinsar-se a l'Atlàntic; a més del fet que la taca d'oli resultant deixaria un rastre que ajudaria als seus perseguidors.

## La persecució
El Norfolk i el Suffolk, així com el danyat Prince of Wales, continuaren a distància amb la persecució de les naus alemanyes, informant contínuament de la seva posició per dirigir les naus britàniques cap a l'escena. En resposta, es decidí que el Prinz Eugen seguiria sol amb la missió, mentre que el Bismarck esquivava la persecució. D'acord amb això, l'almirall Dönitz va fer que tots els submarins disponibles a l'Atlàntic es dirigissin a protegir el Bismarck, organitzant dues línies de patrulla per distreure les naus de la Home Fleet. S'establí una línia de 7 submarins al mig de l'Atlàntic, mentre que 8 més estaven estacionats a l'oest de Biscaia.
A les 18:40 del 24 de maig, el Bismarck es girà cap als seus perseguidors per cobrir la fugida del Prinz Eugen, que aconseguí marxar sense haver patit danys. A les 22:00, el Victorious estava a 120 milles de distància i llançà un atac aeri amb 9 Fairey Swordfish armats amb torpedes. Tot i el mal temps i al foc antiaeri, van atacar i van aconseguir que un torpede impactes sota el pont, però gràcies al blindatge, no patí danys greus. Els 9 avions van aconseguir tornar al Victorious, tot i el mal temps i la inexperiència dels tripulants.
A les 03:00 del 25 de maig, els perseguidors britànics havien perdut contacte amb el Bismarck. En un primer moment pensaren que hauria tornat al Mar del Nord, i els britànics actuaren en conseqüència. En el moment en què s'adonaren que el Bismarck es dirigia realment cap a Brest, ja havia trencat el cordó naval. A les 23:00 ha estava a l'est de la força de Tovey i havia aconseguit evadir-se del Rodney. El Bismarck anava curt de combustible, degut als danys causats pel Prince of Wales, però era capaç de deixar enrere als britànics. Car i això, des del sud s'apropava per interceptar-lo la Força H de Somerville, amb el portaavions Ark Royal, el creuer de batalla Renown i el creuer lleuger HMS Sheffield.
Les naus britàniques també començaven a anar baixes de combustible, i cada cop semblava més possible que le Bismarck aconseguiria fugir. No obstant això, a les 10:30 del 26 de maig, un hidroavió Catalina, amb seu a Lough Erne (Irlanda del Nord), localitzà al Bismarck: es trobava a 700 milles de Brest i fora de la cobertura aèria de la Luftwaffe.
Això comportà que dos Swordfish de l'Ark Royal es llancessin a l'atac. Però els tripulants no sabien que el Sheffield estava a la rodalia, i el van confondre amb el Bismarck, atacant-lo per error. Afortunadament, els seus torpedes portaven detonadors de proximitat, i diversos van explotar prematurament i la resta van fallar l'objectiu. Finalment, reveren un avís des de l'Ark Royal i van avortar l'atac.
L'Ark Royal llançà, tot i que hi havia unes condicions meteorològiques pèssimes per a les operacions aèries, i a una distància de menys de 40 milles, un segon atac contra el Bismarck, consistent en 15 Swordfish. Per aquest atac anaven equipats amb els detonadors de contacte habituals, i acabà amb dos o tres impactes sobre el cuirassat alemany, un dels quals causà greus danys al timó, bloquejant-lo amb el vaixell dirigint-se a l'oest (allunyant-se de Brest). A mitjanit, Lütjens envià un missatge al seu quarter general: "Vaixell inmaniobrable. Lluitarem fins al darrer projectil. Llarga vida al Führer!."

## El final delBismarck
Els cuirassats Rodney i King George V van esperar a l'albada del 27 de maig abans d'atacar. A les 8:47 van obrir foc, tocant ràpidament al Bismarck. Els seus artillers van aconseguir algun tocat sobre el Rodney, però els britànics aconseguiren silenciar la major part dels canons alemanys en només mitja hora. Tot i el càstig sofert i als incendis, el Bismarck no s'enfonsava.
Segons les prospeccions submarines realitzades recentment, els britànics només aconseguiren penetrar el casc del Bismarck en 4 ocasions, dos del costat del King George V i dos més del costat del Rodney. Van ser realitzats cap a les 10:00, a curta distància, causant moltes baixes entre la tripulació.
Baixos de combustible i davant dels possibles atacs de submarins, els cuirassats britànics es retiraren cap a les seves bases. El creuer pesant HMS Dorsetshire va atacar amb torpedes, aconseguit 3 tocats; i finalment, cap a les 10:40, el Bismarck s'escorà i s'enfonsà. El Dorsetshire i el destructor HMS Maori van rescatar 110 supervivents, però després d'una hora, les tasques de rescat van abandonar-se de cop i volta davant dels informes que indicaven la presència de submarins a la zona. 5 mariners més van ser rescatats pel U-74 i pel vaixell metereològic Sachsenwald. Van morir uns 2.000 membres de la tripulació del Bismarck.

## Després del combat
Després de separar-se del Bismarck, el Prinz Eugen es dirigí cap al sud, endinsant-se a l'Atlàntic i intentant continuar amb la missió. El 26 de maig, amb només 160 tones de combustible, es trobà amb el petroler Spichern per repostar; i el 27 tingué diversos problemes mecànics que prosseguiren durant els dies següents.
Després a tornar a carregar combustible el 28 de maig del Esso Hamburg, el Prinz Eugen abandonà finalment la missió el 29 de maig, dirigint-se cap a Brest. Amb una velocitat reduïda a 28 nusos, ja era impossible continuar. Va abandonar la seva missió sense haver enfonsat ni un sol mercant, arribant a Brest l'1 de juny.
Durant l'acció, només dos submarins albiraren les forces britàniques, però cap dels dos va ser capaç d'atacar. Després, els britànics van poder eludir les línies de patrulla i van tornar a les seves bases. La Luftwaffe no van enfonsar cap vaixell fins al 28 de maig, quan van atacar i destruir el destructor Mashona-
Després de Rheinubung, la Royal Navy es concentrà en localitzar i destruir els vaixells de subministraments desplegats per donar suport a la missió. El primer èxit arribà quan, el 3 de juny els creuers Aurora i Kenya descobriren al sud de Groenlàndia al petroler Belchen. El 4, el petroler Gedania va ser trobat pel Marsdale, mentre que l'Esperance Bay i avion del Victorious atacaven el Gonzenheim 100 milles més enllà. A l'Atlàntic sud, entre Belem i Freetown (el punt més septentrional de Rheinubung), el creuer London interceptà el petroler Esso Hamburg; mentre que l'endemà el London i el Brilliant enfonsaren el petroler Egerland. El 12 de juny, el petroler Freidrich Breme era enfonsat pel creuer Sheffield a l'Atlàntic mig, i el darrer petroler (el Lotharingen) va ser enfonsat pel creuer Dunedin, juntament amb avions del Eagle. En només dues setmanes, 7 dels 9 vaixells assignats a Rheinubung havien estat posats fora de combat, amb les serioses conseqüències que això tingué per a les futures operacions de superfície de la Kriegsmarine.

## Conclusió
Tot i l'èxit obtingut en enfonsar el Hood, l'Operació va ser un fracàs culminat per l'enfonsament del Bismarck.
Durant les dues setmanes que durà la missió, cap mercant aliat va resultar enfonsat (ni tan sols vist). Els combois aliats no van veure's destorbats, sinó que van seguir amb el seu programa, i no va haver cap mena de disminució de subministraments al Regne Unit.
Per un altre costat, la campanya submarina de l'Atlàntic va quedar malmesa, ja que només van aconseguir enfonsar dos vaixells durant les dues darreres setmanes de maig, comparats amb els 20 d'inicis de mes.
Després de Rheinubung, la Kriegsmarine ja no va ser capaç de llançar una gran operació de superfície contra les rutes de navegació aliades, quedant com a única amenaça la campanya de submarins.